# Prepona louisa
Prepona louisa är en fjärilsart som beskrevs av Butler 1870. Prepona louisa ingår i släktet Prepona och familjen praktfjärilar. Inga underarter finns listade i Catalogue of Life.